# Liste der denkmalgeschützten Objekte in Großkirchheim
Die Liste der denkmalgeschützten Objekte in Großkirchheim enthält die 15 denkmalgeschützten, unbeweglichen Objekte der Gemeinde Großkirchheim.

## Denkmäler
| Foto |                 | Denkmal                                                                                                  | Standort                                  | Beschreibung | Metadaten |
| ---- | --------------- | --- | ----------------------------------------- | --- | --- |
| BW   | Datei hochladen | Wirtschaftsgebäude HERIS-ID: 113102 Objekt-ID: 131335seit 2018                                           | bei Döllach 18 Standort KG: Döllach       | | BDA-Hist.: Q105646922 Status: Bescheid Stand der BDA-Liste: 2025-06-30 Name: Wirtschaftsgebäude GstNr.: .130                                                                                      |
| ja   | Datei hochladen | Schloss Großkirchheim-Südbau und Museum HERIS-ID: 35429 Objekt-ID: 34188                                 | Döllach 36 Standort KG: Döllach           | Das Mitte des 16. Jahrhunderts errichtete Schloss besteht aus zwei dreigeschoßigen Trakten, die durch Hofmauern miteinander verbunden sind. | BDA-Hist.: Q64765038 Status: Bescheid Stand der BDA-Liste: 2025-06-30 Name: Schloss Großkirchheim-Südbau und Museum GstNr.: .31 Schloss Großkirchheim - Südbau                                    |
| ja   | Datei hochladen | Schloss Großkirchheim-Nordbau (Köberschlössl, Putzenschlössl, Bräuhaus) HERIS-ID: 35430 Objekt-ID: 34189 | Döllach 37 Standort KG: Döllach           | Das zweigeschoßige Gebäude mit Rundtürmchen an den Ecken der Nordfront, gewölbten Räumen im Erdgeschoß, sgraffitogerahmtem Rundbogenportal und spätgotisch abgefasten Fenstern wurde im 16. Jahrhundert errichtet. Im Hof sind Reste eines lutherischen Bethauses. | BDA-Hist.: Q64765039 Status: Bescheid Stand der BDA-Liste: 2025-06-30 Name: Schloss Großkirchheim-Nordbau (Köberschlössl, Putzenschlössl, Bräuhaus) GstNr.: .32, .33 Putzenschlössl Großkirchheim |
| ja   | Datei hochladen | Franziskanerkloster HERIS-ID: 93205 Objekt-ID: 108215                                                    | Döllach 71, 72 Standort KG: Döllach       | Das Franziskanerinnenkloster, das „Beneficium zu Döllach“ ist ein dreigeschoßiger Breitgiebelbau aus der ersten Hälfte des 19. Jahrhunderts. In den drei nachträglich eingefügten Nischen stehen die Figuren der Heiligen Hemma, Franziskus und Josef. | BDA-Hist.: Q37761696 Status: § 2a Stand der BDA-Liste: 2025-06-30 Name: Franziskanerkloster GstNr.: 210/1 Kloster in Döllach                                                                      |
| ja   | Datei hochladen | Kath. Filialkirche hl. Andreas HERIS-ID: 53532 Objekt-ID: 61518                                          | bei Döllach 69 Standort KG: Döllach       | Die mittelgroße spätgotische Kirche hat einen netzrippengewölbten Chor aus dem 15. Jahrhundert mit 3/8-Schluss, ein barockisiertes Langhaus, dessen Portale mit 1536 (Westen) und 1538 (Süden) bezeichnet sind, und südlich des Chors einen Turm mit Biedermeierhaube. Der dreigeschoßige Hochaltar mit historisierenden Elementen der italienischen Renaissance, der Seitenaltar und die Kanzel stammen aus dem frühen 20. Jahrhundert.                       | BDA-Hist.: Q2652579 Status: § 2a Stand der BDA-Liste: 2025-06-30 Name: Kath. Filialkirche hl. Andreas GstNr.: .80, 223/2 Andreaskirche (Döllach)                                                  |
| ja   | Datei hochladen | Zinkhütte-Kohlbarren HERIS-ID: 35431 Objekt-ID: 34190                                                    | Döllach 200 Standort KG: Döllach          | Die Zinkhütte „Kohlbarren“ wurde 1796 erbaut und 1834 stillgelegt. Das Gebäude besteht aus unverputzten Bruchsteinmauerwerk mit Holzbalkendecken. Die zwei noch vorhandenen Essen sind Abzugsschlote der einstigen Reverberieröfen. Es handelt sich um die einzige wenigstens teilweise erhaltene Zinkhütte Europas. | BDA-Hist.: Q37964222 Status: Bescheid Stand der BDA-Liste: 2025-06-30 Name: Zinkhütte-Kohlbarren GstNr.: 237/6 Zinkhütte-Kohlbarren                                                               |
| ja   | Datei hochladen | Ortskapelle HERIS-ID: 93218 Objekt-ID: 108228                                                            | Standort KG: Mitten                       | Die Ortskapelle in Mitten ist ein 1869 errichteter historistischer Bau mit 3/6-Schluss und hölzernem Dachreiter. Das Schiff und der Altarraum sind flach gedeckt. Am spätbarocken Altar zeigt in der Mitte das Schnitzbildwerk die Heilige Dreifaltigkeit mit Madonna und Engeln. Im Altaraufsatz stehen die Statuetten der Heiligen Valentin und Florian. Weiters gehören die spätbarocken Konsolenfiguren der Heiligen Florian und Nikolaus zur Einrichtung. | BDA-Hist.: Q37761739 Status: § 2a Stand der BDA-Liste: 2025-06-30 Name: Ortskapelle GstNr.: .82 Ortskapelle Mitten                                                                                |
| ja   | Datei hochladen | Kath. Filialkirche Maria Hilf HERIS-ID: 54447 Objekt-ID: 62726                                           | Putschall Standort KG: Putschall          | Die einfache barock-klassizistische Kirche mit quadratischem Chor und Dachreiter wurde 1809 erbaut; 1967 wurde die Vorhalle angebaut. Das Deckengemälde im Schiff zeigt die Krönung Mariens, und in Medaillons die Evangelisten. Bemerkenswert sind die etwa von 1700 stammenden Kreuzwegbilder. | BDA-Hist.: Q1413005 Status: § 2a Stand der BDA-Liste: 2025-06-30 Name: Kath. Filialkirche Maria Hilf GstNr.: .41 Filialkirche Maria Hilf Putschall                                                |
| ja   | Datei hochladen | Kath. Filialkirche Maria Dornach HERIS-ID: 54313 Objekt-ID: 62528                                        | bei Mitteldorf 26 Standort KG: Sagritz    | Die Kirche mit spitzbogigem Westportal, netzrippengewölbtem Langhaus mit bemalten Schlusssteinen, zweijochigem Chor mit 5/8-Schluss und südlichem fünfgeschoßigen Turm wurde im 15. Jahrhundert errichtet. Die barocke Lorettokapelle nördlich des Langhauses wurde 1728 gebaut. | BDA-Hist.: Q2776769 Status: § 2a Stand der BDA-Liste: 2025-06-30 Name: Kath. Filialkirche Maria Dornach GstNr.: .20 Maria Dornach (Mitteldorf)                                                    |
| ja   | Datei hochladen | Litzelhof (ehem. Propsthof) HERIS-ID: 35946 Objekt-ID: 34789                                             | Sagritz 16 Standort KG: Sagritz           | Der Renaissancebau auf winkelförmigem Grundriss mit Kratzputzdekor um die Fenster und Quaderdekor an den Ecken wurde Ende des 16. Jahrhunderts errichtet; an der Südostseite wurde 1935 ein Wohnhaus angebaut. Im zweiten Obergeschoß ist ein bemerkenswertes Portal von 1703; in zwei Räumen im Erdgeschoß sind hölzerne Kassettendecken aus der Bauzeit. | BDA-Hist.: Q1865998 Status: Bescheid Stand der BDA-Liste: 2025-06-30 Name: Litzelhof (ehem. Propsthof) GstNr.: 657 Litzelhof (Sagritz)                                                            |
| ja   | Datei hochladen | Kapelle hl. Antonius (Kriegergedächtnisstätte) HERIS-ID: 54571 Objekt-ID: 62885                          | Sagritz 92 Standort KG: Sagritz           | Die kleine spätgotische Kapelle mit Dachreiter wurde mit bemerkenswertem frühbarocken Diamantquaderdekor versehen. Die Gewölbemalereien im Chorschluss und die Malereien an der südlichen Außenwand sind aus dem 16. Jahrhundert. | BDA-Hist.: Q38061371 Status: § 2a Stand der BDA-Liste: 2025-06-30 Name: Kapelle hl. Antonius (Kriegergedächtnisstätte) GstNr.: .92                                                                |
| ja   | Datei hochladen | Kath. Pfarrkirche hl. Georg und Friedhof HERIS-ID: 54572 Objekt-ID: 62886                                | Sagritz 92 Standort KG: Sagritz           | Die große Kirche mit Wandgemälde Himmelfahrt Christi im Chor wurde um 1770 errichtet. Der mächtige fünfgeschoßige Eingangsturm stammt von einem Vorgängerbau und weist im Erdgeschoß ein bemerkenswertes reformatorisches Bildprogramm auf. Hochaltar und zwei Seitenaltäre in Neorenaissanceformen stammen von Johann Rotschopf von 1891. | BDA-Hist.: Q2082938 Status: § 2a Stand der BDA-Liste: 2025-06-30 Name: Kath. Pfarrkirche hl. Georg und Friedhof GstNr.: .92 Pfarrkirche Sagritz                                                   |
| ja   | Datei hochladen | Friedhofskreuz HERIS-ID: 93276 Objekt-ID: 108292                                                         | Sagritz 92 Standort KG: Sagritz           | Das überlebensgroße geschnitzte Kruzifix vor der Kirche stammt aus dem 18. Jahrhundert. | BDA-Hist.: Q37761823 Status: § 2a Stand der BDA-Liste: 2025-06-30 Name: Friedhofskreuz GstNr.: .92 Friedhofskreuz Sagritz                                                                         |
| ja   | Datei hochladen | Wegkreuz, Kreuzigungsgruppe HERIS-ID: 93278 Objekt-ID: 108294                                            | Standort KG: Sagritz                      | Kreuzigungsgruppe mit den lebensgroßen Figuren Christi und der beiden Schächer Gestas und Dismas. | BDA-Hist.: Q37761832 Status: § 2a Stand der BDA-Liste: 2025-06-30 Name: Wegkreuz, Kreuzigungsgruppe GstNr.: 646/1 Kreuzigungsgruppe, Sagritz                                                      |
| ja   | Datei hochladen | Ortskapelle, hl. Anna HERIS-ID: 79003 Objekt-ID: 92673                                                   | bei Ranach 2a Standort KG: Winkel Sagritz | | BDA-Hist.: Q38153569 Status: Bescheid Stand der BDA-Liste: 2025-06-30 Name: Ortskapelle, hl. Anna GstNr.: .34/4                                                                                   |